# Ochthebius unimaculatus
Ochthebius unimaculatus är en skalbaggsart som beskrevs av Pu 1958. Ochthebius unimaculatus ingår i släktet Ochthebius och familjen vattenbrynsbaggar. Inga underarter finns listade i Catalogue of Life.